# Arkady Vaksberg
Arkady Iossifovitch Vaksberg (en russe Аркадий Иосишовиш Ваксберг), né le 11 novembre 1927 à Novossibirsk et mort le 8 mai 2011 à Moscou, est un journaliste d'investigation soviétique, également écrivain historique, cinéaste et dramaturge.

## Biographie
Vaksberg est né à Novossibirsk en 1927 (certaines sources donnent 1933). Il est diplômé de la faculté de droit de l'Université d'État de Moscou en 1952. Il a rejoint l'Union des écrivains soviétiques en 1973. La même année, il a commencé à travailler comme journaliste à Literatournaïa gazeta.
Il est l'auteur de nombreux livres, dont certains ont été traduits en français.
Vaksberg dénonce sans concessions, preuves à l'appui, les dérives criminelles du système soviétique. Il a également dénoncé la résurgence des méthodes criminelles de gouvernement dans la Russie post soviétique, avec la série d'assassinats qui touchent tous les opposants depuis le début des années 2000.
Vaksberg est mort à Moscou en 2011, et est inhumé au cimetière Vostriakovo.

## Traductions françaises
- Vychinski, le procureur de Staline : les grands procès de Moscou, Albin Michel, 1991
- La Mafia russe : comment on dévalise le pays depuis 70 ans, Albin Michel, 1992
- Hôtel Lux : les partis frères au service de l'Internationale communiste, Fayard, 1993
- Alexandra Kollontaï, Fayard, 1996
- Le Mystère Gorki, Albin Michel, 1997
- Lili Brik : portrait d'une séductrice, Albin Michel, 1999
- Staline et les Juifs : l'antisémitisme russe, Robert Laffont, 2003
- Le Laboratoire des poisons : de Lénine à Poutine, Buchet/Chastel, 2007

## Source
- (en) Cet article est partiellement ou en totalité issu de l’article de Wikipédia en anglais intitulé « Arkady Vaksberg » (voir la liste des auteurs).